# Line Marsa
Pour les articles homonymes, voir Maillard.
Annetta Maillard dite Jacqueline ou Line Marsa, est une chanteuse française, née le 4 août 1895 à Livourne en Italie et morte le 6 février 1945 à Paris. Elle est la mère d'Édith Piaf.

## Parcours
Annetta Giovanna Margherita Maillard naît le 4 août 1895 à Livourne à l'occasion d'une tournée de ses parents, artistes de cirque ambulant, au Teatro estival sur la piazza della Cavallerizza. Elle est la fille d'Eugène Maillard et d'Emma Saïd Ben Mohamed, danseuse et amie de La Goulue. Son nom d'artiste est inspiré, selon son fils Herbert, de La Marsa, un port tunisien.
Selon les archives de la préfecture de police de Paris, « Jacqueline » était son prénom d’usage en France, tandis que son deuxième prénom Giovanna était devenu Jeanne. Ces mêmes archives attestent qu’elle n’était jamais devenue française de nationalité, comme d’une arrestation en 1943.
Le 4 septembre 1914, Line Marsa épouse Louis A. Gassion, « contorsionniste-antipodiste ». Le 19 décembre 1915, elle met au monde une petite fille, Édith Giovanna Gassion, qui deviendra Édith Piaf. N'étant pas capable de subvenir aux besoins d’un enfant en menant une vie d’artiste, Line Marsa confie très rapidement le bébé à sa mère Emma Saïd habitant 91 rue Rébeval à Paris. Édith lui sera retirée en 1917 pour manque de soins,,,.
Après Édith, elle a eu un second enfant, Herbert Gassion, né le 31 août 1918 à Marseille, qui dira plus tard de sa mère qu'elle était « une grande artiste, mais qui n'a pas su forcer sa chance… Elle a chanté au Chat noir, au Mikado… », puis il dira qu'elle est parti à la dérive, « la dérive, le mot est gentil… ». Pour la comédienne Arletty, « c'était pas la mère qui avait la voix de la fille, c'était la fille qui avait la voix de la mère », ce que confirme une journaliste de l'époque qui évoque sa voix, « pleine et grave, traversée d'inflexions rauques ». En 1971, dans l'émission Dim Dam Dom, la gérante du Carroll's, Frede, évoquera également Line Marsa qui fut, dans les années 1930, l'une des attractions du Monocle, célèbre boîte de nuit lesbienne de Paris. Selon la journaliste anarchiste May Picqueray, elle serait allée quelquefois au siège du journal Liberté, chez Louis Lecoin. Elle garde d'elle le souvenir d'une « artiste pleine de talent et de sincérité. […] avec ses cheveux noirs de jais, son grand nez et sa bouche rieuse ».

Line Marsa fut écuyère, funambule et chanteuse. Son nom apparaît sur quelques partitions de chansons créées par Emma Liébel. On la retrouve parmi les interprètes sur la partition des Nuits (par. D. Luciani, mus. E. Cloerec-Maupas), de La valse des garçonnes (par. L. Gontier, mus. J. de Henn) ou en vedette sur la couverture du môme Camille (par. Raoul Leblond, Jean Nelly et mus. Laurent Halet). Son répertoire est majoritairement composé de chansons réalistes et de cabaret : Haine d'amour, Mélancolie de Paul Delmet, Les Inquiets, La Valse en Mineur, Mon homme, la Coco, Mon père, Le Tibi-Dabo, A la dérive, Nini la terreur, Les deux Ménétriers… et beaucoup d'autres. De plus, durant les premières années de sa carrière, elle n'interprète pas seulement des chansons, elle joue également des monologues sur scène, tel que « La morale d’un pauvre », un récit sentimental et vécu de Maurice Aliot.

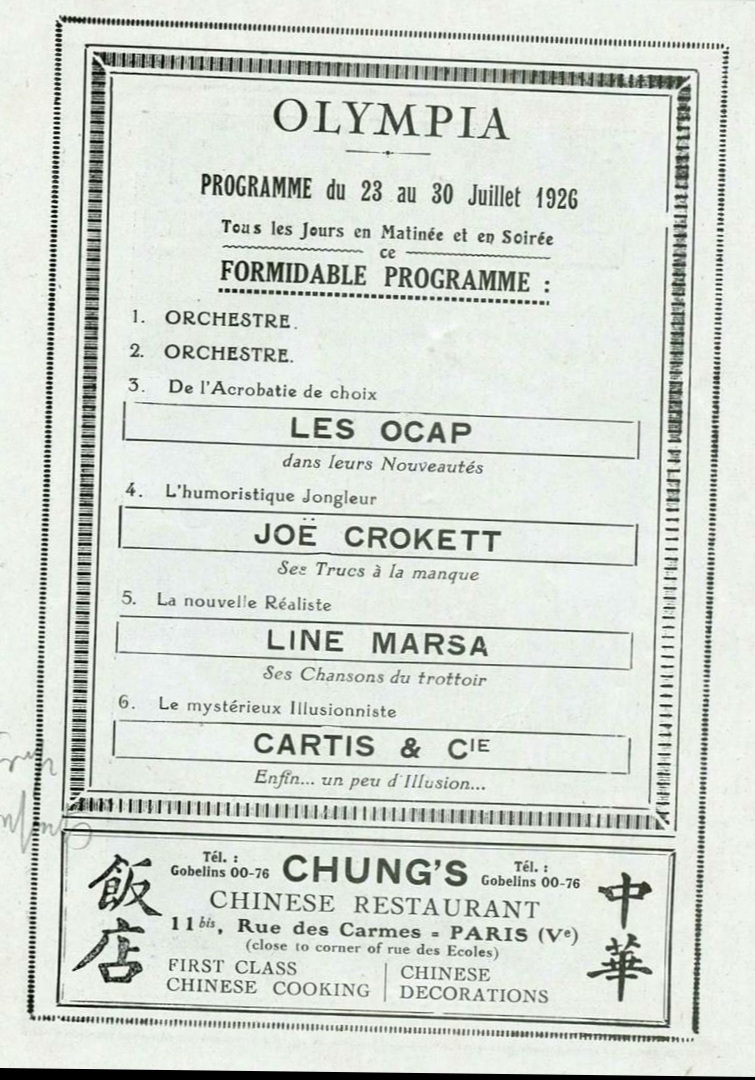
Affiche du programme de l'Olympia en juillet 1926, le nom de Line Marsa y apparaît.

Côté cabaret, elle paraît  dès 1916 sous le pseudonyme « Marsa » Chez Mayol, puis au Casino Music Hall d'Alger en 1919-20 et au Théâtre des Nouveautés de Toulouse en octobre 1923. À Paris, on la retrouve au Petit Casino, au Concert Pacra, au Concert-Ciné-Palace, à l'Olympia en février 1925, en juillet 1926 (aux côtés de Fréhel, Max-Rogé et Doumel) et en novembre 1927, puis  au Caveau de la République, Chez Lulu de Montmartre en 1934. Plus tard, elle se met à chanter dans les rues avant d'être à nouveau engagée dans un music-hall. Elle fait aussi des tournées en province, notamment aux Folies Bergères du Havre. Elle remonte à Paris pour chanter dans les cabarets tels La Bohème sur la Place du Tertre, Les Quat' z'Arts à Montmartre, le Bal de L'Abbaye au 8 rue de Puteaux, Le Jockey, La Gaieté Montparnasse, Les Folies Belleville, Le Liberty's, La Boule noire (où elle reste cinq ans avant la Seconde Guerre mondiale), le Mikado.
En mai 1941, quatre ans avant sa mort, elle donne une interview à Nicole Moran pour la revue Les Vedettes, où elle et la journaliste cultivent sa légende (qui la fait naître à Alger) et celle de sa fille, Édith Piaf (qui la fait naître au pied d'un réverbère). À cette époque, elle vit esseulée dans un modeste logement parisien, dans l'espoir de remonter sur scène pour chanter. Toujours selon la revue Les Vedettes, Line Marsa aurait arrêté le chant pendant 10 ans. Il existe pourtant des petits formats datant des années 30 sur lesquels apparaît son nom. De plus, on la retrouve sur scène, comme au Petit-Castellane de Marseille en mars 1930. Mais aussi au Féria en janvier 1931 et chez Willy, boulevard Edgar Quinet, en février 1932.
Sous l’Occupation, elle est emprisonnée plusieurs fois pour « chant dans la rue ». De cela témoignent des lettres envoyées à sa fille Édith, notamment en 1943, de la petite prison de Château-Thierry. On ne sait pas davantage sur cette période mystérieuse et sombre de sa vie pendant la Seconde guerre mondiale, ni sur les conditions dans ces prisons sous l’Occupation et de ce qu’elle a pu y vivre. Sa parution dans la revue Les Vedettes a eu lieu au milieu de ces emprisonnements, ce qui remet en question bien des choses.
Line Marsa décède le 6 février 1945 à l'âge de 49 ans « d'excès de tout, notamment de drogue »  dans la rue André Antoine et est déclarée morte à l’hôpital Bichat - Claude Bernard dans le 18e arrondissement de Paris. Sa fille Édith la fait enterrer au cimetière de Thiais, alors que l'année précédente, elle avait fait enterrer son père Louis Gassion dans le caveau familial au Père-Lachaise à Paris, où reposait déjà sa fille Marcelle, là où Édith sera également enterrée en 1963,. Aujourd'hui, sa tombe a été reprise par une autre famille.